# EVERYD4Y
《EVERYD4Y》는 2014년 데뷔 음반인 《2014 S/S》 이후 4년 만에 발매된 대한민국의 그룹 위너의 두 번째 정규 음반이자 남태현 탈퇴 후 첫 정규 음반이다. 이 음반은 그룹 음반사인 YG 엔터테인먼트에 의해 2018년 4월 4일에 발매되었다. 이전 음반과 마찬가지로, 이 멤버들은 가사를 쓰고 음반의 대부분의 노래를 작곡한 공로를 인정받았다. 이 음반은 주간과 야간 두 가지 다른 디자인으로 발매될 수 있다. 데이 버전(한국어)은 위너의 W 마크와 음반의 스타일링된 타이틀인 "EVERYD4Y"로 깨끗한 은색 바탕을 가지고 있으며, 나이트 버전(일본어)은 위너가 소파에 앉아 있는 흑백 그룹 사진을 가지고 있다.

## 구성
멤버들은 AiRPLAY, MILLENNIUM, FUTURE BOUNCE 등 다른 사내 프로듀서들의 도움을 받아 이번 음반 자체 음악 대부분을 프로듀싱했다. 타이틀곡 〈EVERYDAY〉와 뮤직비디오는 4일 공개됐다. 이 싱글은 팝과 칠 트랩의 섬세한 가사가 혼합된 것으로 묘사된다. 이 음반에는 일본 싱글 음반인 《OUR TWENTY FOR》, 〈RAINING〉, 〈HAVE A GOOD DAY〉의 한국어로 된 두 개의 특별한 보너스 곡과 송민호의 솔로곡인 〈손만 잡고 자자 (TURN OFF THE LIGHT)〉를 포함하여 총 12곡이 수록되어 있다. 〈LA LA〉는 앞서 2016 EXIT Tour 서울에서 선보인 바 있다.
10번째 트랙인 SPECIAL NIGHT은 이승훈과 강승윤의 듀엣곡이다.

## 트랙 리스트
| #            | 제목                                                  | 작사                       | 작곡                          | 편곡          | 재생 시간 |
| ------------ | ----------------------------------------------------- | -------------------------- | ----------------------------- | ------------- | --------- |
| 1.           | 〈EVERYDAY〉                                          | 강승윤, 송민호, 이승훈     | 강승윤, AiRPLAY, 송민호       | AiRPLAY       | 3:26      |
| 2.           | 〈AIR〉                                               | 강승윤, 송민호, 이승훈     | 강승윤, AiRPLAY               | AiRPLAY       | 3:45      |
| 3.           | 〈여보세요 (HELLO)〉                                  | 송민호, 이승훈, MILLENNIUM | 송민호, MILLENNIUM            | MILLENNIUM    | 3:47      |
| 4.           | 〈손만 잡고 자자 (TURN OFF THE LIGHT) (송민호 Solo)〉 | 송민호                     | 송민호, FUTURE BOUNCE         | FUTURE BOUNCE | 3:17      |
| 5.           | 〈LA LA〉                                             | 강승윤, 송민호, 이승훈     | 강승윤, 강욱진                | 강욱진        | 3:36      |
| 6.           | 〈애 걔 (FOR)〉                                       | 강승윤, 송민호             | 강승윤, 강욱진, Diggy, 송민호 | 강욱진, Diggy | 3:18      |
| 7.           | 〈예뻤더라 (WE WERE)〉                                | 강승윤                     | 강승윤, AiRPLAY               | AiRPLAY       | 3:55      |
| 8.           | 〈사치 (LUXURY)〉                                     | 강승윤, 송민호, 이승훈     | 강승윤, 강욱진, Diggy         | 강욱진, Diggy | 3:23      |
| 9.           | 〈MOVIE STAR〉                                        | 강승윤, 송민호, 이승훈     | 강승윤, AiRPLAY               | AiRPLAY       | 3:17      |
| 10.          | 〈SPECIAL NIGHT〉                                     | 이승훈, 송민호             | 이승훈, AiRPLAY, 강승윤       | AiRPLAY       | 3:45      |
| 11.          | 〈RAINING〉                                           | 이승훈, 송민호             | 이승훈, 강욱진                | 강욱진        | 3:42      |
| 12.          | 〈HAVE A GOOD DAY〉                                   | 송민호, 이승훈             | 송민호, 강욱진, 강승윤        | 강욱진        | 3:45      |
| 총 재생 시간 | 총 재생 시간                                          | 총 재생 시간               | 총 재생 시간                  | 총 재생 시간  | 43:56     |